# Останкинский проезд
Оста́нкинский прое́зд — улица на севере Москвы, в Останкинском районе Северо-Восточного административного округа, одна из центральных улиц района; от проспекта Мира до 1-й Останкинской улицы. Образован в 1995 году, назван по прилеганию к 1-й Останкинской улице.

## Расположение
Останкинский проезд начинается от проспекта Мира вместе со Звёздным бульваром, проходит на северо-запад, пересекает слева улицы Кондратюка и Академика Королёва, затем после пересечения справа Продольного проезда переходит в 1-ю Останкинскую улицу. На углу, образованном проспектом Мира и Останкинским проездом, расположена пешеходная аллея Космонавтов, ведущая к монументу «Покорителям космоса». Через проезд проходит транспортный поток от проспекта Мира до улицы Академика Королёва.

## Общественный транспорт

### Метро
- Станция метро «ВДНХ» расположена в 300 м от начала проезда.

### Наземный транспорт
На проезде расположены две автобусные остановки «Метро ВДНХ». На остановке рядом с выходом № 2 станции метро «ВДНХ» останавливаются:
| 76:   | ВДНХ (главный вход) • ВДНХ • Останкино • Владыкино |
| 311:  | Останкино • ВДНХ • Бульвар Рокоссовского |
| 599:  | ВДНХ • Владыкино |
| 803:  | ВДНХ • Отрадное • Бескудниково |
| м2:   | Парк Победы • Кутузовская • Арбатская • Библиотека имени Ленина • Театральная • Лубянка • Сухаревская • Проспект Мира • Рижский вокзал • Алексеевская • ВДНХ • Владыкино                   |
| м53:  | ВДНХ (главный вход) • ВДНХ (→) • Марьина Роща • Достоевская • Трубная |
| н6:   | Осташковская улица • Медведково • Бабушкинская • Свиблово • Ботанический сад • ВДНХ • Марьина Роща • Достоевская • Цветной бульвар • Трубная • Театральная площадь • Лубянка • Китай-город |
| н9:   | 6-й микрорайон Бибирева • Алтуфьево • Бибирево • Отрадное • ВДНХ • Алексеевская • Рижский вокзал • Проспект Мира • Сухаревская • Лубянка • Китай-город                                     |
| с585: | Огородный проезд • Тимирязевская • Владыкино • Останкино • ВДНХ • Алексеевская • Рижский вокзал • Капельский переулок                                                                      |
| т36:  | ВДНХ (главный вход) • ВДНХ • Окружная • Верхние Лихоборы • Селигерская • Яхромская • Лианозово                                                                                             |
| т73:  | 6-й микрорайон Бибирева • Алтуфьево • ВДНХ • ВДНХ (главный вход) |

«→» — остановки проходятся только при движении в прямом направлении; «←» — остановки проходятся только при движении в обратном направлении.
На противоположной стороне останавливаются только автобусы № м2, н6, н9, с585.
Также по проезду проходят автобусные маршруты 56, 93, 154, 195, 244, 428, 496, 544, 834, не имея остановок.